# 新巴赫穆季夫卡 (索洛维约韦村拉达)
新巴赫穆季夫卡（羅馬化：Novobakhmutivka），是位於乌克兰東部的村莊，名义上由顿涅茨克州波克羅夫斯克區的奥切雷蒂内市镇負責管轄，但事实上由俄罗斯顿涅茨克人民共和国亞西努瓦塔區实际管辖。

## 歷史
俄罗斯入侵乌克兰期间，俄羅斯方面于2024年4月28日宣布佔領新巴赫穆季夫卡，战争研究所分析指出俄军可能于三至四天前取得这一进展。

## 人口統計
根據 2001年烏克蘭人口普查，村民人口為191人，他們的母語分配如下：
- 乌克兰语：84.82%
- 俄语：13.09%
- 其他：2.09%